# Kirche Guttau

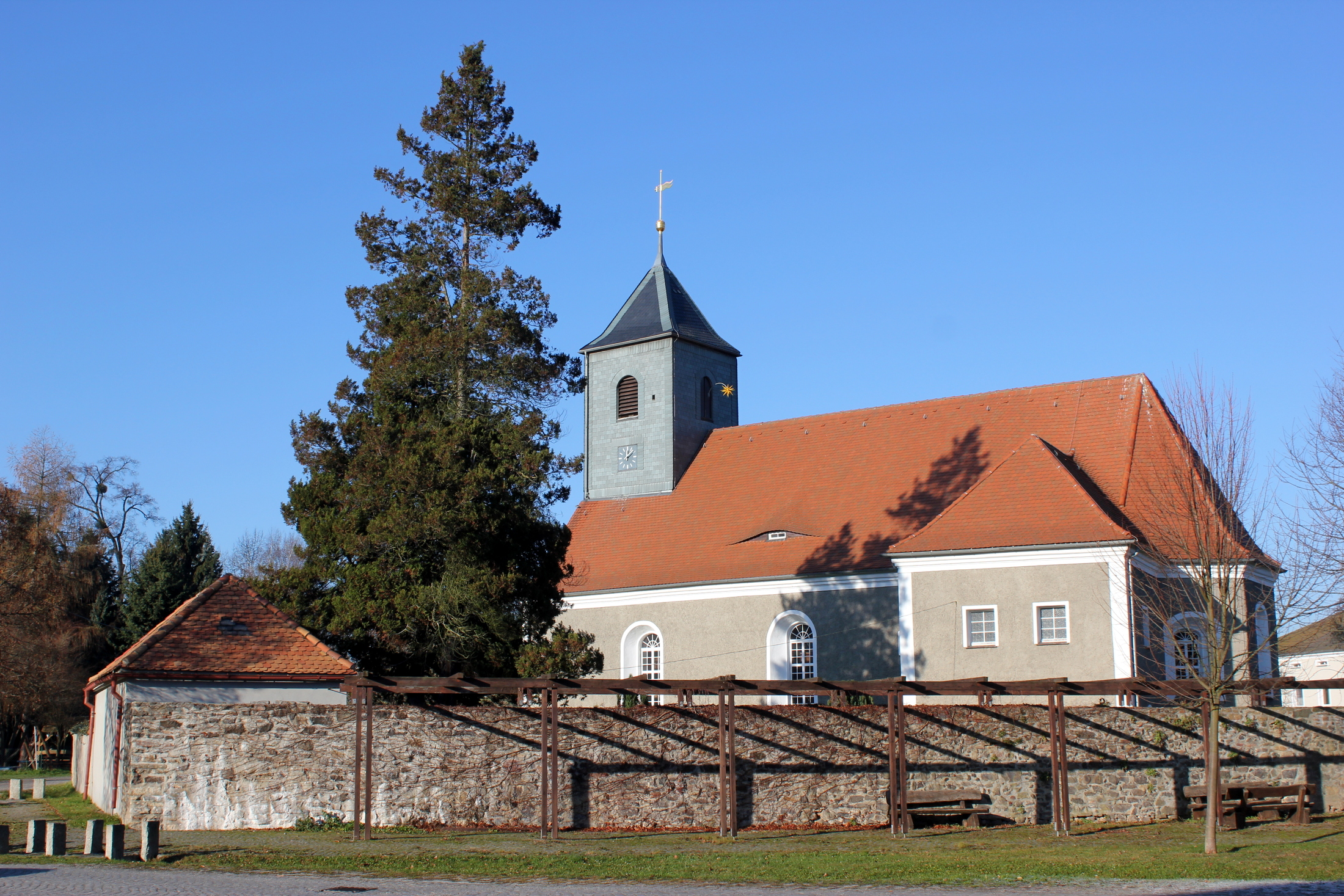
Kirche Guttau (2014)

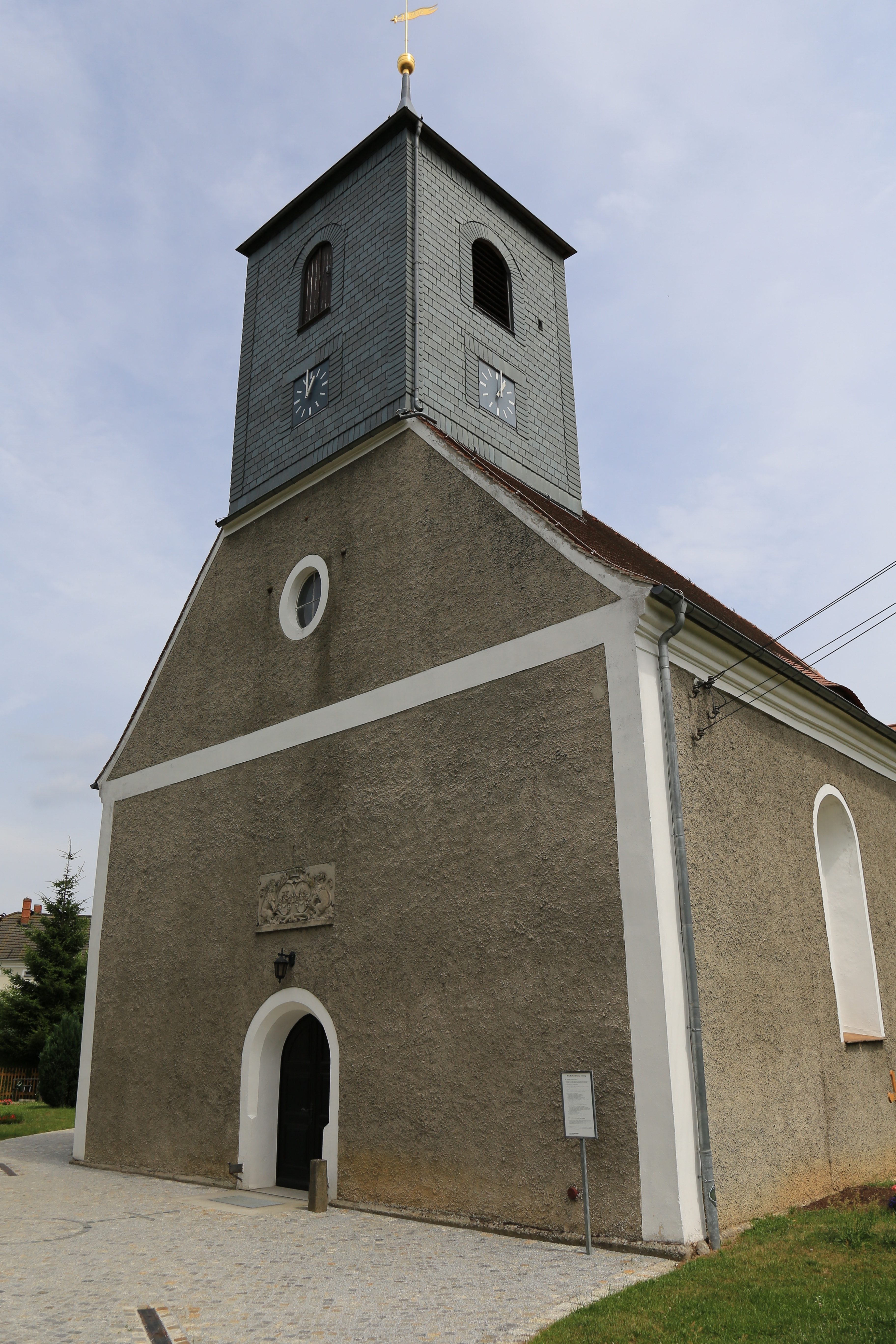
Westansicht (2017)

Die Kirche Guttau (obersorbisch Hućinjanska cyrkej) ist das Kirchengebäude im Ortsteil Guttau der Gemeinde Malschwitz im Landkreis Bautzen in der sächsischen Oberlausitz. Es gehört der Kirchengemeinde Malschwitz-Guttau im Kirchspiel Gröditz des Kirchenbezirks Bautzen-Kamenz in der Evangelisch-Lutherischen Landeskirche Sachsens. Die Kirche steht aufgrund ihrer bau- und ortsgeschichtlichen Bedeutung unter Denkmalschutz.

## Architektur und Geschichte
Eine erste Kirche in Guttau wird am 25. Februar 1222 erwähnt, nach einer Urkunde aus dem Bautzner Domarchiv von 1350 war diese dem heiligen Nikolaus geweiht. Am 21. Mai 1813 brannte die Kirche während der Schlacht bei Bautzen im Rahmen der Befreiungskriege vollständig aus. Danach erfolgte der Wiederaufbau unter Verwendung älterer Teile, am 21. November 1816 konnte die Kirche wieder geweiht werden. Die vollständige Rekonstruktion der Kirche wurde 1822 abgeschlossen. Im Jahr 1848 erhielt der Turm eine Uhr, 1868 erfolgte eine Sanierung des Innenraumes. Der Kirchhof wurde 1891 eingefriedet. 1888 wurde der Außenputz erneuert, eine weitere Außensanierung wurde 1980 vorgenommen.

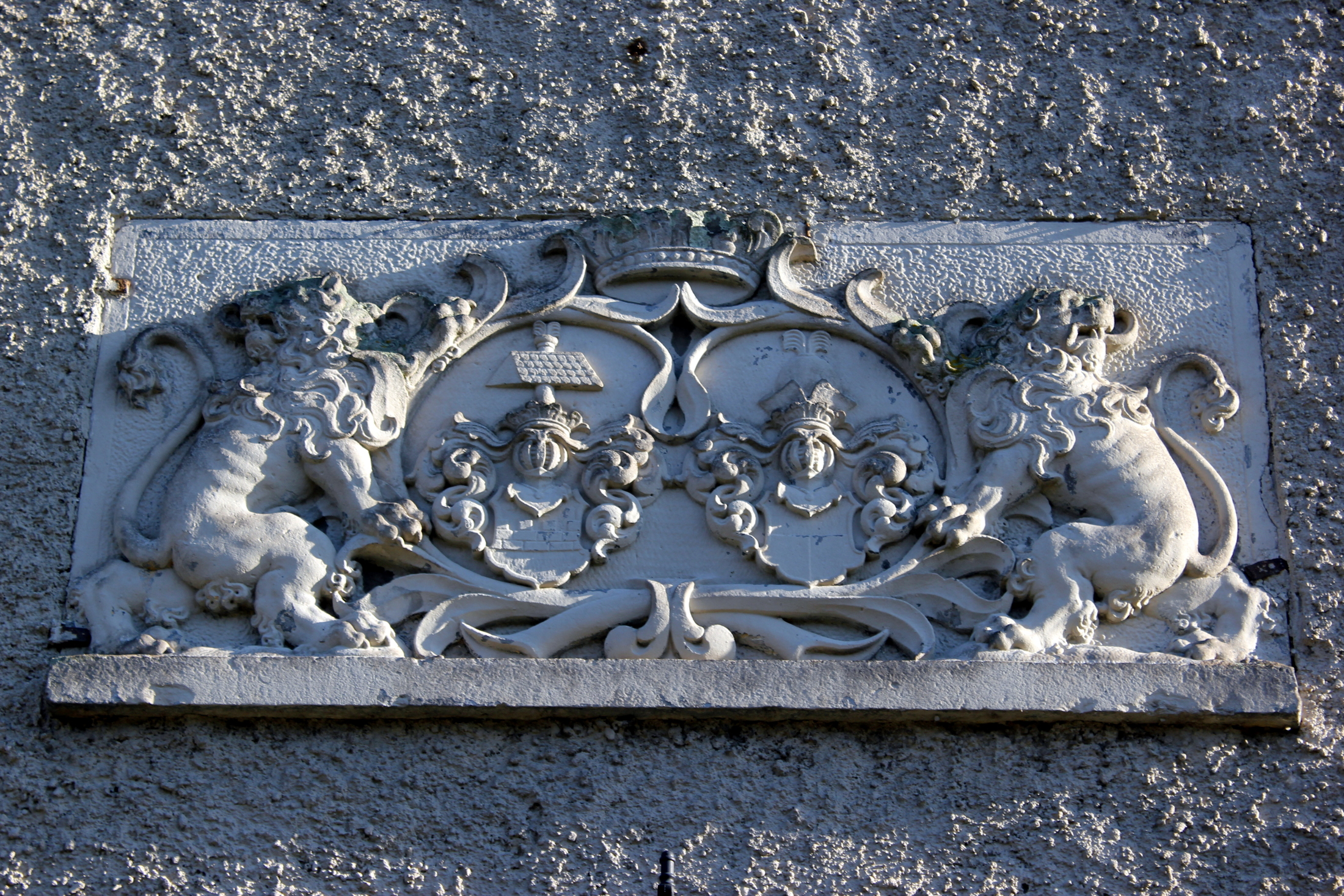
Zieglersches und Gersdorffsches Wappen über dem Westportal (2014)

Die Kirche ist ein Putzbau mit großen Rundbogenfenstern und einem leicht eingezogenen Altarraum mit Dreiachtelschluss. Die Öffnungen haben weiß geputzte Gewände, die Fassade ist mit geputzten Ecklisenen und Putzbändern gegliedert. An der Südwand befindet sich ein zweigeschossiger Anbau mit Sakristei und einem darüber liegenden Logenraum. Über der Westwand ist ein quadratischer Dachreiter mit Schallöffnungen und Turmuhren an allen Seiten aufgesetzt, der durch ein Pyramidendach mit Turmkugel und Kreuz abgeschlossen wird. Über dem Westportal ist eine Sandsteinplatte mit von Löwen gehaltenen Wappen der Familien von Ziegler und von Gersdorff angebracht.
Der Innenraum hat eine flache Decke und hat eine an drei Seiten umlaufende schlicht gefasste Empore. Die Sakristei ist kreuzgratgewölbt, wobei dieses noch vom Vorgängerbau erhalten ist; in dem darüber liegenden Logenraum befindet sich eine flache Stuckdecke.

## Ausstattung

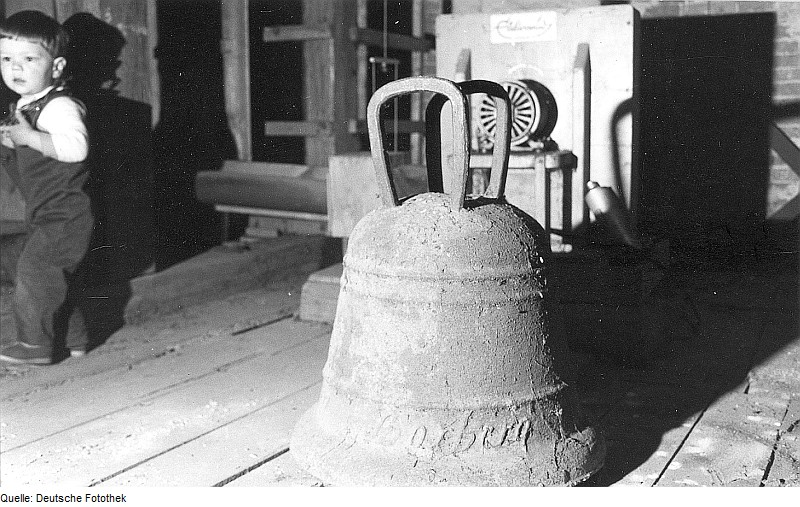
Vom Eisenhammer Boxberg gestiftete Glocke (1984)

Der Kanzelaltar der Guttauer Kirche wurde 1822 gebaut und hat mit Weinranken bemalte seitliche Pilaster und ein Gesims mit Triglyphenfries. Die schlichte Holztaufe im Empirestil stammt ebenfalls aus dieser Zeit. In der Kirche befindet sich ein Sandsteingrabmal für Georg von Nostitz († 1579) mit dem Relief des Verstorbenen in aufwändiger Rüstung. Des Weiteren sind die Grabmale für die ehemaligen Pastoren Ludwig Lickefett (1714–1787) und Johann George Grützner (1755–1821) in der Kirche. Eine 1816 gegossene Glocke wurde vom Boxberger Eisenhammer gestiftet.

## Kirchengemeinde
Zu Beginn des 16. Jahrhunderts war Guttau eine Pfarrkirche im Archidiakonat Oberlausitz. 1545 wurde die Reformation eingeführt. Neben Guttau gehören noch die Dörfer Brösa, Fleißig, Gleina und Lömischau sowie ein Teil von Neudörfel zur Kirchengemeinde. Guttau ist heute eine Schwesterkirche von Malschwitz.
Bis ins 20. Jahrhundert war Guttau eine sorbischsprachige Kirchengemeinde. Im Jahr 1884 ermittelte Arnošt Muka für seine Statistik über die Sorben in der Lausitz 926 Einwohner, davon waren 862 Sorben und 64 Deutsche, von denen wiederum 45 die sorbische Sprache beherrschten. Der sorbischsprachige Bevölkerungsanteil lag demnach bei 97,9 Prozent. Zu dieser Zeit fanden an jedem Sonn- und Feiertag Gottesdienste in sorbischer und in deutscher Sprache statt. Bis zum Tod des Pfarrers Arnošt Hornčer im Jahr 1973 fanden noch Gottesdienste auf Sorbisch statt.